# 莉帆
莉帆（りほ）は、日本のファッションモデル。N・F・B所属。

## 出演

### CM
- 大正製薬（2017年）
- ゆうちょ銀行（2017年）
- KFC「最高のクリスマス(迎えにいこう)」（2017年）
- 花王「ソフィーナiP」（2018年）
- エポックケミカル「shimitori」（2018年）
- ホットヨガスタジオLAVA（2018年）
- ユニ・チャーム「デオトイレ」（2018年）
- 花王「ロリエ　朝までブロック」（2018年）
- 東京スカイツリータウン（2018年）

### 広告
- イオン「トップバリュ」（2017年 - 2018年）
- Love Liner（2017年）
- 三越伊勢丹（2017年）
- GIANT「Liv」（2018年）
- ESTEE LAUDER（2018年）
- 資生堂　2e baby（2020年）
- PIGEON Bingle
- GUNZE ゆったリラ

### TV
- 嵐にしやがれ IKKOメイクモデル（日本テレビ、2017年1月28日）
- 中居正広の金曜日のスマイルたちへIKKOメイクモデル（TBS、2020年6月12日）

### ショー
- 詩仙堂TOMO COLLECTION ファッションショー【詩仙ロマン】
- ウエコレコンセプトウエディングイベント

## 雑誌
- MORE（集英社）
- anan（マガジンハウス）
- kiitos.（三栄）
- ゼクシィ（リクルート）
- 月刊BOB（髪書房）
- and GIRL（エムオン・エンタテイメント）

- 25ans ウエディング（ハースト婦人画報社）

- イオン トップバリュコレクション
- 三越 春の京呉服均一会
- 三越伊勢丹 はたちのふりそで